# Money & Muscle
Money & Muscle — третій і останній студійний альбом американського реп-гурту The Click, виданий 25 вересня 2001 р. лейблами Jive Records та Sick Wid It Records. Платівка містить продакшн Ента Бенкса, Ріка Рока, Studio Ton та ін. Вона посіла 23-тє місце чарту Top R&B/Hip-Hop Albums і 99-ту сходинку чарту Billboard 200. У записі альбому взяли участь Baby, WC та ін. Виконавчі продюсери: гурт The Click.

## Список пісень
1. «Sick wid It Special» (Skit)
2. «It's All the Same» (з участю Baby та WC)
3. «Say Dat Den» (з участю Levitti)
4. «Victor Baron» (з участю Bosko)
5. «Issues» (з участю Levitti)
6. «The Dope Track»
7. «Family»
8. «Num Num Juice»
9. «Hector da Ho Protector»
10. «Blowin' Hot Air»
11. «Gimmie Dat»
12. «I Mean What Is It»
13. «Do da Damn Thang»
14. «What You Gon' Do About It»
15. «Money Luv Us»

## Чартові позиції
| Чарт (2001)               | Найвища позиція |
| ------------------------- | --------------- |
| США                       | 99              |
| US Top R&B/Hip-Hop Albums | 23              |